# 류상호
류상호(柳尙昊, 1934년 7월 23일 ~ 2002년 9월 9일)는 대한민국의 법조인, 정치인이다. 제11·12대 국회의원을 지냈다. 본관은 진주. 호(號)는 석암(奭巖)이다.

## 학력
- 서울대학교 법대 법학과 학사(1957년)
- 국방대학교 행정학사 7기(1962년)
- 서울대 행정대학원 행정학 석사(1966년)

### 비학위 수료
- 미국 텍사스 주립대학교 법과대학원 미국법학연수과정 수료
- 미국 텍사스 주립대학교 국제법아카데미 국제법학연수과정 수료

## 경력
- 제8회 고시 사법과 합격
- 군법무관 (육군 소령 예편)
- 서울형사ㆍ민사법원부장판사
- 서울고등법원 부장판사
- 변호사
- 민정당중앙집행위원ㆍ윤리위원장ㆍ정책위부의장
- 국회법사위원장
- 자유민주연합 법률행정특임위원

## 역대 선거 결과
|  | 46.22% |

|  | 44.99% |

|  | 22.63% |